# Olimpiada Astronomiczna
Olimpiada Astronomiczna (oficjalna nazwa MEN: Olimpiada z Astronomii i Astrofizyki) – olimpiada szkolna z zakresu astronomii, organizowana od roku szkolnego 1957/58 dla uczniów szkół ponadpodstawowych, a następnie szkół ponadgimnazjalnych. Organizatorem zawodów jest Planetarium Śląskie. Przewodniczącym Komitetu Głównego Olimpiady jest prof. dr hab. Andrzej Sołtan z Centrum Astronomicznego im. Mikołaja Kopernika PAN.
Olimpiada jest finansowana przez Ministerstwo Edukacji Narodowej, na podstawie wyników otwartego konkursu ofert. 
Zawody podzielone są na trzy części:
- etap szkolny – rozwiązanie dwóch serii zadań (w tym zadania obserwacyjnego) i przesłanie rozwiązań do Komitetu Głównego Olimpiady;
- etap okręgowy – rozwiązanie czterech zadań, w tym jednego praktycznego;
- etap centralny – rozwiązanie sześciu zadań (w tym jednego obserwacyjnego) w dwóch turach. W przypadku złej pogody zadanie obserwacyjne zamienione jest na zadanie z analizy danych.

Najlepsza piątka uczestników etapu centralnego otrzymuje nominację do reprezentacji Polski na Międzynarodowej Olimpiadzie z Astronomii i Astrofizyki.
Uprawnienia wynikające z uzyskania statusu laureata bądź finalisty są zróżnicowane w zależności od danej uczelni. Decyzje Senatów mogą pozwolić na całkowite lub częściowe zwolnienie z rekrutacji na studia.